# Rollins Band
A Rollins Band amerikai hard rock/alternatív metal/punk rock/post-hardcore/funk metal együttes volt, melyet az énekes, dalszerző Henry Rollins vezetett.
Az együttes további tagjai Chris Haskett, Sim Cain, Theo van Rock, Andrew Weiss, Melvin Gibbs, Jim Wilson, Marcus Blake és Jason Mackenroth voltak. Weiss, Wilson, Blake és Mackenroth 2003-ban mindannyian kiléptek az együttesből. Az együttes „prototípusa” 1980-ban állt össze, miután a Black Flag felbomlott. Henry Rollins ekkor barátjával, Chris Haskett-tel, Bernie Wandell-lel és Mick Green-nel zenekart alapított. A csapat 1987-ben alakult a kaliforniai Van Nuysban és kapta meg végleges nevét. Ekkor lépett be a tagok többsége is. A Rollins Band a VH1 100 legnagyobb hard rock előadója-listáján a 47. helyen szerepel. Először 1987-től 1997-ig működtek, majd 1999-től 2003-ig, végül 2006-ban újból összeálltak egy rövid időre, ezt követően végleg feloszlottak. 2002-ben Magyarországon is felléptek, a Petőfi Csarnokban.

## Diszkográfia

### Stúdióalbumok
- Life Time (1987)
- Hard Volume (1989)
- The End of Silence (1992)
- Weight (1994)
- Come in and Burn (1997)
- Get Some Go Again (2000)
- Nice (2001)

### Koncertalbumok/demoalbumok
- A Nicer Shade of Red (2001)
- The End of Silence Demos (2002)
- Yellow Blues (2003)
- Weighting (2004)
- Come in and Burn Sessions (2004)
- Get Some Go Again Sessions (2005)